# Uracanthus tropicus
Uracanthus tropicus là một loài bọ cánh cứng trong họ Cerambycidae.